# Arichanna violacea
Arichanna violacea är en fjärilsart som beskrevs av W. Warren 1893. Arichanna violacea ingår i släktet Arichanna och familjen mätare. Inga underarter finns listade i Catalogue of Life.